# Chi fa da sé fa per tre

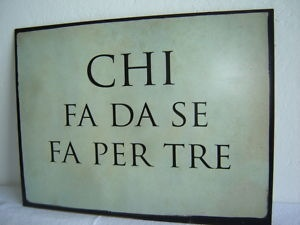
Chi fa da sé fa per tre

Chi fa da sé fa per tre è un proverbio della cultura popolare italiana.

## Significato
Secondo questo proverbio, se una persona intraprende da sola un'attività può riuscire a farla sorprendentemente bene, meglio di quanto potrebbe fare se coinvolgesse altre persone.
Un esempio di impresa solitaria è il Gran Pertus, un canale scavato nella roccia per 400 metri in Valle di Susa per permettere  l'irrigazione dei campi di Cels e Ramats. L'opera fu compiuta in solitudine da Colombano Romean tra il 1526 e il 1533, utilizzando un ingegnoso sistema di ventilazione con tubi di tela, dopo diversi  tentativi infruttuosi.

## Canzoni
- Chi fa da sé è una canzone di Marco Masini contenuta nell'album Malinconoia.